# Жакі Дюгеперу
Жакі Дюгеперу (фр. Jacky Duguépéroux, нар. 2 січня 1948, Сен-Мало) — французький футболіст, що грав на позиції захисника за клуби «Валансьєнн» та «Страсбур». По завершенні ігрової кар'єри — тренер.

## Ігрова кар'єра
У дорослому футболі дебютував 1965 року виступами за команду «Валансьєнн», в якій провів вісім сезонів, взявши участь у 152 матчах чемпіонату. 
1973 року перейшов до «Страсбура», за який відіграв шість сезонів.  Більшість часу, проведеного у складі «Страсбура», був основним гравцем команди. 1979 року виборов титул чемпіона Франції, після чого завершив професійну кар'єру футболіста.

## Кар'єра тренера
Перший досвід тренерської роботи здобув протягом 1988–1991 років у нижчоліговій команді «П'єррот Вобан».
1995 року був запрошений очолити команду свого колишнього клубу, «Страсбура», яку тренував до 1999 року. Згодом тренував «Страсбур» протягом 2004–2006 і 2014–2016 років.
У сезоні 2006/07 працював у Тунісі, тренуючи «Есперанс».

## Титули і досягнення

### Як гравця
- Чемпіон Франції (1):

«Страсбур»: 1978-1979

### Як тренера
- Володар Кубка французької ліги (2):

«Страсбур»: 1996-1997, 2004-2005
- Володар Кубка Інтертото (1):

«Страсбур»: 1995
- Володар Кубка Тунісу (1):

«Есперанс»: 2007